# Renseignement d'origine sources ouvertes
 (janvier 2023).
Si vous disposez d'ouvrages ou d'articles de référence ou si vous connaissez des sites web de qualité traitant du thème abordé ici, merci de compléter l'article en donnant les références utiles à sa vérifiabilité et en les liant à la section « Notes et références ».
 (janvier 2023).
Le renseignement de sources ouvertes ou renseignement d'origine sources ouvertes (acronyme : ROSO ; en anglais : open source intelligence, OSINT) est une méthode de renseignement utilisant des sources d'information publiques.
D'une manière générale, l'expression désigne « un ensemble hétéroclite de pratiques d’investigation et d’analyse visant à dévoiler une information préalablement dissimulée en récoltant, croisant ou analysant des données numériques disponibles en source ouverte ».
Le développement de cette pratique, notamment grâce à l'émergence d'outils gratuits, permet d'observer l'existence d'une communauté OSINT. 

## Définition
Le renseignement d'origine sources ouvertes est le recueil et l'analyse d'information obtenue à partir de sources d'information publique. Il est principalement utilisé dans le cadre d'activités liées à la sécurité nationale, l'application de la loi et l'intelligence économique dans le secteur privé. L'ensemble hétéroclite de ces pratiques d’investigation provient de « la pluralité des définitions de l’enquête Osint, en fonction de sa pratique par des journalistes, des magistrats, des chercheurs ou des activistes ». Le concept de renseignement en sources ouvertes trouve son origine aux États-Unis. 
Les sources de l'OSINT peuvent être divisées en six catégories différentes de flux d'informations :
- Les médias, journaux imprimés, magazines, radios, chaînes de télévision dans les différents pays ;
- Internet, les publications en ligne, les blogs, les groupes de discussion, les médias citoyens, YouTube et autres réseaux sociaux ;
- Les données gouvernementales, rapports, budgets, auditions, annuaires, conférences de presse, sites web officiels et discours. Ces informations proviennent de sources officielles, mais sont bien publiquement accessibles et peuvent être utilisées librement et gratuitement ;
- Les publications professionnelles et académiques, provenant de revues académiques, conférences, publications et thèses ;
- Les données commerciales, imagerie satellite, évaluations financières et industrielles et bases de données ;
- La littérature grise, rapports techniques, prépublications, brevets, documents de travail, documents commerciaux, travaux non publiés et lettres d'information.

Le renseignement d'origine sources ouvertes est différent de la recherche car il applique le processus associé au cycle du renseignement dans un but de recherche d'information pour répondre à des tâches spécifiques ou en support à la prise de décision, et non d'acquisition de connaissances. 
Les méthodes de recherche de l'OSINT sont devenues des méthodes de recherche complémentaires des études de terrain réalisées dans le cadre universitaire des sciences sociales comme en géographie et en géopolitique. L'Institut français de géopolitique de l'université Paris-VIII les intègre dans ses enseignements en définissant une méthodologie applicable aux travaux de ses étudiants et de ses chercheurs.  

## Recueil de l'information
Contrairement aux représentations communes, le renseignement ne traite pas que des informations secrètes ou dissimulées, ce n'est pas toujours le cas puisque beaucoup d'informations essentielles au processus d'intelligence peuvent être trouvées dans l'espace public, ou peuvent être obtenues par des moyens non conventionnels. L'explosion de l'information augmente le nombre de sources accessible aux analystes. Même une action secrète a souvent des conséquences qui ne le sont pas ; il est donc parfois possible aux analystes de rassembler une image d'une activité cachée à partir de diverses sources ouvertes.
Dans le renseignement en sources ouvertes, le recueil des informations est généralement différent du recueil dans d'autres disciplines de l'intelligence, où l'obtention de l'information brute à analyser peut être une difficulté majeure, particulièrement si on doit l'obtenir de cibles non coopératives. Pour le renseignement en sources ouvertes, la difficulté principale est d'identifier les sources pertinentes et fiables dans la quantité considérable d'informations accessible publiquement. L'obtention de l'information elle-même est comparativement plus facile puisqu'elle est, par définition, accessible publiquement.
Le renseignement d'origine humaine (overt HUMINT) est parfois considéré comme une partie de l'OSINT. Le renseignement à source humaine est l'utilisation de sources d'information humaines non clandestines. Par exemple, l'interrogation de réfugiés, le débriefing de travailleurs légaux, et les rapports publics d'agents comme les attachés et les ambassadeurs.
Les guides de définition actuels du renseignement en sources ouvertes sont :
- NATO Open Source Intelligence Handbook[12] ;
- NATO Open Source Intelligence Reader[13] ;
- NATO Intelligence Exploitation of the Internet guide[14].

Une histoire de l'OSINT aux époques récentes est contenue dans les 30 volumes des délibérations de la conférence annuelle OSINT.

## Intégration aux services de renseignement
Durant la Guerre Froide, l'absence de transparence concernant le monde soviétique a amené les services de renseignement américain à s'appuyer fortement sur les sources ouvertes. Sherman Kent, historien du renseignement américain, estimait ainsi dans son ouvrage Strategic Intelligence for American World Policy (1949), que 80% des informations sur l'URSS provenaient de sources ouvertes.
Selon la Commission sur les capacités du renseignement des États-Unis concernant le rapport sur les armes de destruction massives publié en mars 2005, l'OSINT doit être inclus dans le processus de renseignement pour les raisons suivantes (comme indiqué dans le rapport) :

« La nature toujours changeante de nos besoins de renseignement force la communauté du renseignement à comprendre rapidement et facilement une large gamme de pays et de culture étrangers. [...] Les menaces contemporaines changent rapidement et se diffusent géographiquement ; c'est un fait qu'un analyste des services de renseignement peut être forcé de changer rapidement d'un sujet à un autre. De plus en plus, les professionnels de la communauté du renseignement ont besoin d'assimiler rapidement des informations sociales, économiques, et culturelles sur un pays, information souvent détaillée dans des sources ouvertes »

L'information de source ouverte fournit une base de compréhension complémentaire à celle des informations classées secrètes. En dépit d'une grande quantité d'informations classifiées produite par la communauté du renseignement, la quantité d'information classifiée produite sur quelque sujet que ce soit peut être tout à fait limitée, et peut être comprise en dehors de son contexte, si elle est vue seulement dans une perspective de source classifiée. L'exemple le plus important aujourd'hui est peut-être la lutte contre le terrorisme, où l'information de source ouverte peut remplir des manques et créer des liens qui permettent aux analystes de mieux comprendre un renseignement fragmenté, des rumeurs de plans terroristes, des moyens possibles d'attaque et des cibles potentielles.
Les informations de source ouverte peuvent protéger des sources et des méthodes. Quelquefois, une analyse de renseignement fondée sur des informations sensibles et classifiées peut être confirmé sur la base de rapports de sources ouvertes. Ceci peut s'avérer utile lorsque les responsables des procédures ont besoin d'expliquer les décisions des procédures ou de communiquer avec des officiels étrangers sans compromettre les sources classifiées.
Seules les sources ouvertes peuvent « enregistrer l'histoire ». Un programme robuste de source ouverte peut, en effet, rassembler des données pour contrôler les cultures du monde et leur évolution dans le temps. Ceci est difficile, si ce n'est impossible, en utilisant les « snapshots » fournis par les méthodes de recueil classifiées (Commission on the Intelligence Capabilities, 378-379).

Sceau de la Commission nationale des États-Unis sur les attaques terroristes

La Commission nationale américaine sur les attaques terroristes publie un rapport en juillet 2004 recommandant la création d'une agence de renseignement portant sur des sources ouvertes, mais sans autre détail ou commentaire. En conséquence, Le rapport de la WMD Commission (connue aussi sous le nom de Robb-Silberman Commission) en mars 2005 recommande la création d'une direction des sources ouvertes à la CIA.
En décembre 2005, le Directeur du renseignement national américain nomme Eliot A. Jardines comme assistant du Directeur adjoint du renseignement national pour les sources ouvertes, pour servir en tant que directeur de la communauté du renseignement pour les sources ouvertes, et pour définir la stratégie, les orientations et la vision d'ensemble pour les activités de sources ouvertes de la communauté. En novembre 2005, le Directeur du renseignement national annonce la création d'un Centre des sources ouvertes (Open Source Center, OSC). Les fonctions de l'OSC sont le recueil, l'analyse, la recherche et la formation pour faciliter l'accès à l'échelle du gouvernement et l'utilisation d'informations de source ouverte. L'OSC se fonde sur l'expertise du Foreign Broadcast Information Service (FBIS) de la CIA, qui fournit au gouvernement américain un large éventail de produits et de services de sources ouvertes depuis 1941 (dont le contenu des médias mondiaux, disponible au public à travers World News Connection). The top, l'unité opérationnelle OSINT de plus haut niveau dans l'armée américaine, selon certains, est la branche d'intelligence de source ouverte du Special Operations Command Joint Intelligence Center (SOCJIC).
Beaucoup d'autres nations maintiennent des unités opérationnelles de renseignement en sources ouvertes, par exemple l'Office of National Assessments (ONA) australien, le BBC Monitoring Service (BBCM) du Royaume-Uni, et le Swiss Army GeneralStab. Les tâches de recueil et d'analyse sont allouées de différentes manières par plusieurs agences : par exemple, l'ONA est responsable de l'analyse et est une agence de renseignement du gouvernement australien, alors que le BBCM est une organisation civile financée par le gouvernement qui ne s'occupe que du recueil et de l'agrégation de sources nouvelles, et qui emploie des journalistes civils.
Dans un discours au Council on Foreign Relations en février 2006, le secrétaire à la Défense Donald Rumsfeld semble avoir reconnu l'importance des médias ouverts comme une composante de la sécurité nationale dans l'âge de l'information.

## Limites
L'usage de ce type de sources d’information tombe sous le coup de plusieurs limites, qui peuvent être d'ordre éthique (asymétrie d'information), légal (obtention de sources dans un cadre délictueux, en utilisant notamment le piratage), méthodologique ou scientifique (risque pour les investigateurs de l'OSINT qui exploitent des sources sans procéder à leur évaluation et leur vérification préalable, d'être instrumentalisés).
Bien que la pratique de l'OSINT soit généralement légale car elle se fonde sur des sources librement disponibles, elle peut impliquer des risques légaux, certaines sources confidentielles pouvant se retrouver par erreur accessibles au public. En 2014, la cour d'appel de Paris décide cependant que l'accès à des informations confidentielles en raison d'une faille de sécurité n'est pas condamnable. 
L'OSINT suppose également le respect de la législation en matière de diffusion de données personnelles (notamment le RGPD) et de la propriété intellectuelle des documents utilisés. 